# Černá louka (výstaviště)
Černá louka je ostravské výstaviště nacházející se v centru města poblíž Divadla Antonína Dvořáka a Slezskoostravského hradu. Rozloha areálu je 6 ha, celková krytá výstavní plocha je 9300 m². Dominantou je pavilon A, který je tvořen původní historickou budovou z roku 1960 a novou víceúčelovou halou s podzemními parkovacími prostory. Areál plynule přechází v parkovou zónu a slouží tak rovněž jako místo k odpočinku. Stabilně zde sídlí některé obchody, či hudební kluby. Rovninské bludné balvany nacházející se v areálu jsou dokladem pevninského zalednění skandinávského původu na ostravském území ve čtvrtohorách. Jedná se o chráněný přírodní výtvor plnící dekorativní funkci.

## Historie
Černá louka byla až do roku cca 1870 celkem bezvýznamné místo v centru Ostravy. Někdy od tohoto roku se zde však začaly vyvážet výpěrky z koksoven Centrálka a Karolina. Původně se halda navážela pomocí úzkokolejné dráhy, v roce 1911 však již byla tak vysoká, že musela být používána lanovka. Roku 1917 měla halda s několika vrcholy 25 metrů na výšku, zabírala plochu skoro 5 hektarů a uloženo zde bylo více než 700 000 m³ hlušiny.
Problém „ostravských Alp“, jak si haldu překřtili obyvatelé města, se začal řešit po vzniku Československa. Vítkovické horní a hutní těžířstvo zakoupilo rybníky v Hrušově a začalo je obsahem haldy zasypávat. Jak se však záhy ukázalo, rybníky pojaly jen 15 % obsahu haldy. V rámci alespoň částečné estetizace byly na haldě vysázeny akáty, avšak jak se dalo očekávat, ujaly se pouze ve spodní části haldy, zatímco na vrcholu uschly. Mnohem větší úspěch měla gigantická horská dráha pojmenovaná Tivoli, a ačkoliv po jízdě na ní byl návštěvník notně „očouzen“ všudypřítomným prachem, stala se oblíbenou atrakcí Ostravanů.
K radikální změně došlo až v roce 1935, kdy státní dráhy začaly stavět nové trati a zjistily, že propustná haldovina je výborný materiál na násyp. Původní požadavek tisíc tun denně byl později několikanásobně překonán. Pro zajímavost je možné uvést, že odklízení haldy probíhalo výhradně ručně, neboť dle výpočtů odborníků byla lidská práce levnější než použití parního bagru. Fascinující je pak fakt, že 50 zde zaměstnaných dělníků dokázalo za den naložit až čtyři tisíce tun, takže celá halda zmizela v období od srpna 1935 do října 1936.
Prázdné místo bylo zavezeno zeminou a nejprve využito jako stanoviště pro cirkusy a lunaparky, posléze zde bylo vybudováno současné výstaviště.

## Plány do budoucna
Na ploše nynějšího výstaviště by investoři rádi vybudovali luxusní rezidenční čtvrť s výhledem na Ostravici. Jejich plány však mohou zkomplikovat jednak nebezpečné látky obsažené v půdě (po odvozu haldoviny ve třicátých letech 20. století se pochopitelně žádná ekologická sanace neprováděla) a jednak plány radnice Moravské Ostravy a Přívozu na přetvoření Farské zahrady (část Černé louky) na přírodní kout určený k rekreaci.